# Arbeitsgericht Heilbronn

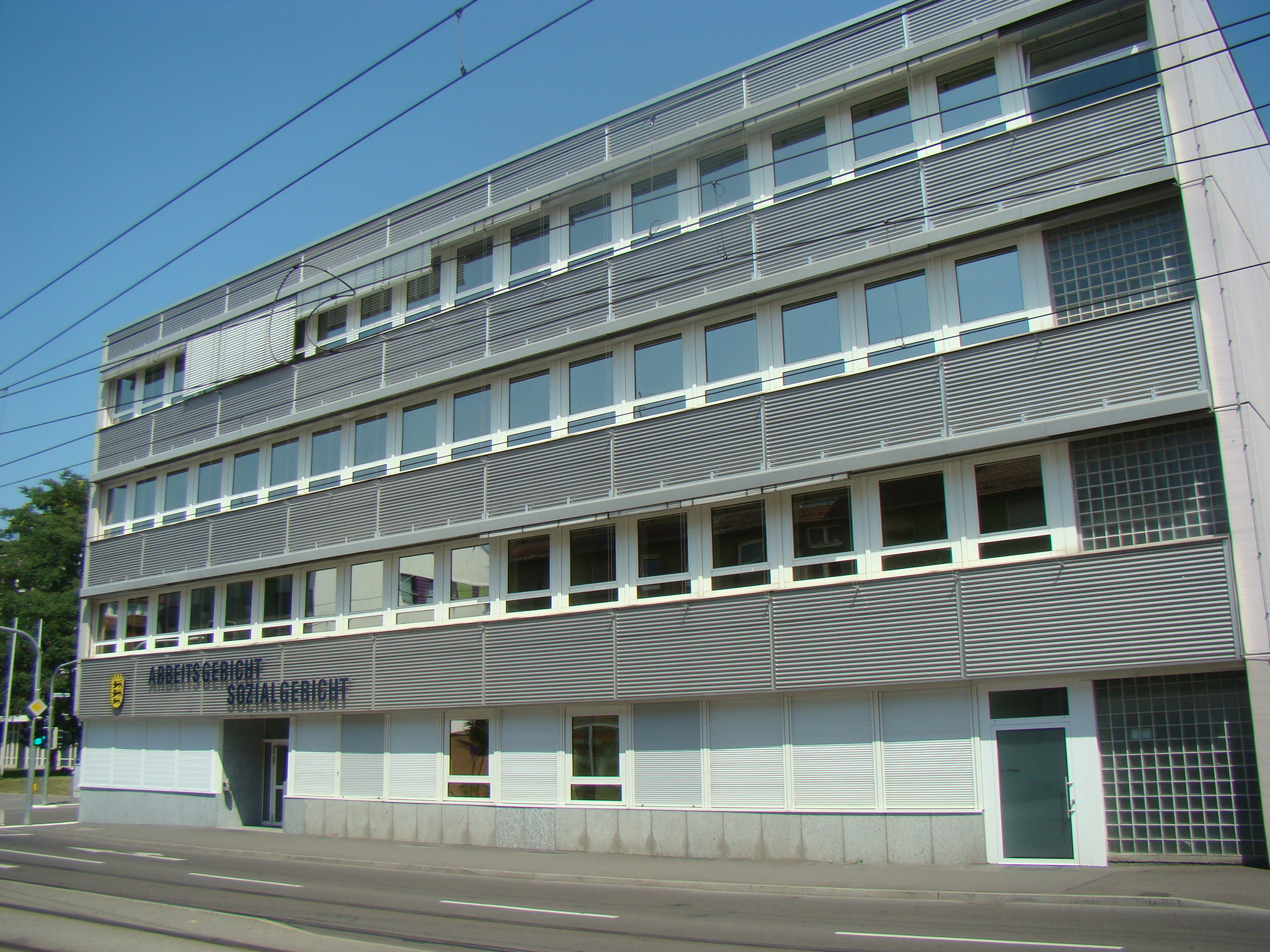
Arbeits- und Sozialgericht Heilbronn in der Paulinenstraße (2015)

Das Arbeitsgericht Heilbronn, ein Gericht der Arbeitsgerichtsbarkeit, ist eines der neun baden-württembergischen Arbeitsgerichte.

## Gerichtssitz und -bezirk
Das Gericht hat seinen Sitz in Heilbronn in der Paulinenstraße 18. Neben sechs Kammern in Heilbronn unterhält es zwei Kammern in Crailsheim, die auch Gerichtstage in Schwäbisch Hall abhalten.
Das Arbeitsgericht Heilbronn ist örtlich zuständig für Rechtsstreitigkeiten aus der Stadt Heilbronn, dem Landkreis Heilbronn, dem Hohenlohekreis, dem Main-Tauber-Kreis und dem Landkreis Schwäbisch Hall. Die sachliche Zuständigkeit ergibt sich aus dem Arbeitsgerichtsgesetz.

## Übergeordnete Gerichte
Dem Gericht sind das Landesarbeitsgericht Baden-Württemberg und im weiteren Rechtszug das Bundesarbeitsgericht übergeordnet.